# 대한민국 민법 제281조
대한민국 민법 제281조는 존속기간을 약정하지 아니한 지상권에 대한 민법 물권법 조문이다.

## 조문
제281조(존속기간을 약정하지 아니한 지상권) ① 계약으로 지상권의 존속기간을 정하지 아니한 때에는 그 기간은 전조의 최단존속기간으로 한다.
②지상권설정당시에 공작물의 종류와 구조를 정하지 아니한 때에는 지상권은 전조제2호의 건물의 소유를 목적으로 한 것으로 본다.